# Эрмосильо (аэропорт)
Междунаро́дный аэропо́рт Эрмосильо (исп. Aeropuerto Internacional de Hermosillo) или Междунаро́дный аэропо́рт имени генерала Игнасио Пескейры Гарсии (исп. Aeropuerto Internacional General Ignacio Pesqueira García), (ИАТА: HMO, ИКАО: MMHO) — гражданский и военный аэропорт, расположенный в городе Эрмосильо (Hermosillo) — столице мексиканского штата Сонора (Sonora). Он находится примерно в 270 км южнее границы Мексики и США.
Аэропорт носит имя генерала Игнасио Пескейры Гарсии (General Ignacio Pesqueira García, 1820—1886), одного из героев борьбы Мексики против французской интервенции в 1860-х годах.

## Основные сведения и показатели

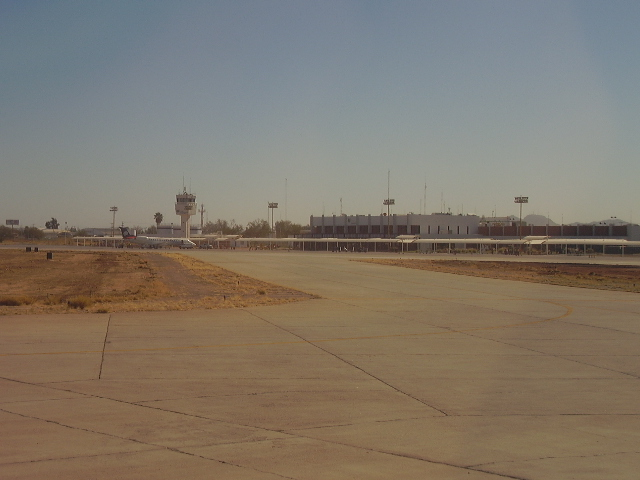
Вид на терминал аэропорта Эрмосильо

Международный аэропорт Эрмосильо находится на высоте 191 м над уровнем моря. У него функционирует одна взлётно-посадочная полоса: 05/23 с асфальтовым покрытием (длиной 2300 м и шириной 45 м). Есть также другая взлётно-посадочная полоса: 11/29 с асфальтовым покрытием (длиной 1100 м и шириной 30 м), но она в настоящее время не используется (закрыта).
Из аэропорта Эрмосильо осуществляются международные рейсы в крупные города США — Финикс (авиакомпаниями Aeroméxico Connect и US Airways Express/Mesa Airlines) и Лос-Анджелес (Aeroméxico Connect).
Также осуществляются внутренние рейсы во многие аэропорты других городов Мексики, включая Мехико, Гвадалахару, Монтеррей и Тихуану.
В 2011 году полное число авиапассажиров, воспользовавшихся услугами аэропорта Эрмосильо, составило 1 200.9 тысяч человек — на 5,5 % больше, чем в 2010 году (1 138.3 тысяч человек).

## Статистика пассажироперевозок
| Год  | Пассажиров (внутренние рейсы), тыс. чел. | Пассажиров (международные рейсы), тыс. чел. | Пассажиров (всего), тыс. чел. |
| ---- | ---------------------------------------- | ------------------------------------------- | ----------------------------- |
| 2010 | 1 062.9                                  | 75.4                                        | 1 138.3                       |
| 2011 | 1 128.7                                  | 72.2                                        | 1 200.9                       |